# Договор от Лисабон
Договорът от Лисабон, известен като Лисабонския договор, Договор за реформи, е международен договор между 27-те държави членки на Европейския съюз (ЕС), подписан на 13 декември 2007 година в Лисабон по време на португалското председателство на ЕС и влязъл в сила на 1 декември 2009.
Договорът от Лисабон реформира Договора за Европейския съюз (ДЕС), Договора за създаване на Европейската общност (ДЕО) и последния Договор от Ница от 2001 година. При това Договорът от Лисабон поема и една съществена част от Договора за Европейска конституция, която е отхвърлена през 2005 година на референдуми във Франция и Холандия. За разлика от конституционния договор, Лисабонския договор не заменя ДЕС и ДЕО, а ги променя. Официалното название на договора е „Договор от Лисабон за изменение на Договора за Европейския съюз и на Договора за създаване на Европейската общност“.
Сред нововъведенията на Лисабонския договор са юридическото сливане на ЕС и ЕО, разширяването на процедурата на съвместно вземане на решения в областта на полицейското и съдебно сътрудничество при наказателни дела, по-големи права на националните парламенти в законодателството на ЕС, въвеждането на Инициатива на европейските граждани, увеличаване на компетенциите на Върховния представител за външна политика и политика на сигурност, обвързан с „Хартата на основните права“.

## Изменения на договорите
Основната цел на Договора от Лисабон (както и на неуспелия Договор за Европейска конституция) е реформиране на политическата система на ЕС. От една страна се цели разширяването на механизмите за вътрешен контрол и, особено след източното разширение на съюза през 2004 и 2007 година, намаляването на възможностите за право на вето на отделните държави членки, за да може съюзът да остане работоспособен, а от друга страна – със засилване на правата на Европейския парламент се цели по-голяма демократичност и легитимация на целия съюз.
Лисабонският договор прави много важни стъпки към изграждането на единна правосубектност на Европейския съюз. Той преименува Договора за Европейската общност на Договор за функциониране на Европейския съюз, а всички нетни функции на Европейските общности се поемат от ЕС. Хартата на основните права е анексирана към Договора от Лисабон, правейки я правно обвързваща за всички държави членки.
Сред другите по-важни нововъведения са:
- разширяване на законодателна компетентност на Европейския парламент, който вече е равнопоставен в повечето области на политиките на Съвета на Европейския съюз (известен разговорно „Съветът“)
- въвеждане (през 2014 година[3]) на нова система, известна като системата „двойно мнозинство“ за взимане на решения в Съвета на Европейския съюз с цел намаляване на възможността от национално вето на отделните държави членки
- въвеждане на поста „външен министър на ЕС“ (постът се нарича Върховен представител на Съюза по въпросите на външните работи и политиката на сигурност) който се назначава от Европейския съвет и е същевременно председател на Съвета на министрите на външните работи и заместник-председател на Европейската комисия[4] (член 18 на ДЕС)
- създаване на Европейска дипломатическа служба
- формулиране на каталог на правомощията, който ясно дефинира компетенциите на ЕС
- предоставяне на юридическа правосубектност на ЕС (преди Лисабон само ЕО разполага с такава)
- въвеждане на Европейската гражданска инициатива, благодарение на която един милион граждани от известен брой страни членки имат възможност да призоват Комисията да внесе предложения за нови политики (член 6 на ДЕС)
- регулиране на доброволното напускане на съюза от държава членка на ЕС (член 50 на ДЕС)
- създаване на поста председател на Европейския съвет, избиран с мандат от две години и половина

## Органи на ЕС
Органи на Европейския съюз, записани в договора от Лисабон (член 13 от ДЕС), са:
- Европейски парламент
- Европейски съвет и неговият председател
- Съвет на Европейския съюз
- Европейска комисия
- Съд на Европейския съюз
- Европейска централна банка
- Европейска сметна палата

### Европейска централна банка
Европейската централна банка получава статут на един от органите на ЕС. Президентът на ЕЦБ ще се избира от Европейския съвет чрез квалифицирано мнозинство. Общата валута евро е обявена за официална парична единица на Съюза.

### Съдебна система
Първоинстанционният съд на ЕС се преименува на Съд на Европейския съюз. Общият съд, съвместно със Съда на публичната служба и Европейския съд (преди влизането в сила на Договора от Лисабон наричан Съд на Европейските общности), представляват една цялостна съподчинена съдебна институция, наричана сега Съд на Европейския съюз.

### Съвет на министрите
| държави членки     | Ница    | Ница | Лисабон             | Лисабон |
| държави членки     | гласове | %    | население в милиони | %       |
| ------------------ | ------- | ---- | ------------------- | ------- |
| Германия           | 29      | 8,4% | 82                  | 16,5%   |
| Франция            | 29      | 8,4% | 64                  | 12,9%   |
| Обединено кралство | 29      | 8,4% | 62                  | 12,4%   |
| Италия             | 29      | 8,4% | 60                  | 12,0%   |
| Испания            | 27      | 7,8% | 46                  | 9,0%    |
| Полша              | 27      | 7,8% | 38                  | 7,6%    |
| Румъния            | 14      | 4,1% | 21                  | 4,3%    |
| Холандия           | 13      | 3,8% | 17                  | 3,3%    |
| Гърция             | 12      | 3,5% | 11                  | 2,2%    |
| Португалия         | 12      | 3,5% | 11                  | 2,1%    |
| Белгия             | 12      | 3,5% | 11                  | 2,1%    |
| Чехия              | 12      | 3,5% | 10                  | 2,1%    |
| Унгария            | 12      | 3,5% | 10                  | 2,0%    |
| Швеция             | 10      | 2,9% | 9.2                 | 1,9%    |
| Австрия            | 10      | 2,9% | 8.3                 | 1,7%    |
| България           | 10      | 2,9% | 7.6                 | 1,5%    |
| Дания              | 7       | 2,0% | 5.5                 | 1,1%    |
| Словакия           | 7       | 2,0% | 5.4                 | 1,1%    |
| Финландия          | 7       | 2,0% | 5.3                 | 1,1%    |
| Ирландия           | 7       | 2,0% | 4.5                 | 0,9%    |
| Литва              | 7       | 2,0% | 3.3                 | 0,7%    |
| Латвия             | 4       | 1,2% | 2.2                 | 0,5%    |
| Словения           | 4       | 1,2% | 2.0                 | 0,4%    |
| Естония            | 4       | 1,2% | 1.3                 | 0,3%    |
| Кипър              | 4       | 1,2% | 0.87                | 0,2%    |
| Люксембург         | 4       | 1,2% | 0.49                | 0,1%    |
| Малта              | 3       | 0,9% | 0.41                | 0,1%    |
| общо               | 345     | 100% | 498                 | 100%    |
| мнозинство         | 255     | 74%  | 324                 | 65%     |

Чрез договора от Лисабон приемането на решения с квалифицирано мнозинство в Съвета на министрите се превръща в стандартна процедура, заменяща досегашното абсолютно мнозинство, като освен това разширява кръга на областите, в които Съвета на министрите може да се произнася, до почти всички политики на ЕС. Сегашната система за изчисление на квалифицираното мнозинство ще се прилага до 2014 г., след което ще бъде заменена с нова система, при която за да бъде достигнато квалифицирано мнозинство в полза на дадено предложение ще са необходими поне 55 % от гласовете на държавите членки представляващи най-малко 65 % от населението на ЕС.
В случаите, в които Съвета на министрите не обсъжда предложение представено от Комисията или от Върховния представител по външната политика, за да бъде постигнато квалифицирано мнозинство ще са необходими гласовете на най-малко 72 % от държавите членки, като изискването за представяне на населението остава същото. За да бъде блокирано приемането на даден законодателен акт, ще са необходими гласовете на поне четири държави членки, представляващи най-малко 35 % от населението на ЕС. Така според новата система всяка държава членка разполага с един глас, като тежестта при гласуване на всяка една от държавите членки се базира на броя на населението ѝ, а не на система на договаряне на проценти, разпределяни между държавите членки.

## Ратификация
Към ноември 2009 г., всички страни – членки на ЕС са ратифицирали договора. България е шестата държава членка, одобрила Лисабонския договор чрез парламентарна процедура, когато на 21 март 2008 г. Народното събрание гласува Закона за ратифициране на Лисабонския договор.
Договорът от Лисабон заменя Европейската конституция, като се предвиждаше процеса по неговата ратификация да приключи до края на 2008 г., така че той да влезе в сила преди изборите за Европейски парламент през 2009 г. На 12 юни 2008 г., обаче, договорът е отхвърлен на референдум в Ирландия, единствената страна, в която такъв е задължителен, което предполагаше че договорът нямаше да може да влезе в сила. По-късно бе насрочен втори референдум, този път с позитивен резултат. Договорът влиза в сила на първото число на месеца, следващ месеца на последната ратификация състояла се през ноември 2009 г.